# Verdensmesterskabet i fodbold 1998 - finalen
Finalen om verdensmesterskabet i fodbold 1998 var den 16. finale siden turneringens etablering i 1930. Den blev spillet den 12. juli 1998 foran 80.000 tilskuere på Stade de France i Paris-forstaden Saint-Denis, og skulle finde vinderen af VM i fodbold 1998. De deltagende hold var Brasilien og hjemmeholdet Frankrig. Det franske hold vandt kampen med 3-0. Dette var første gang at Frankrig var i en VM-finale, og derfor blev de også verdensmestre i fodbold for første gang.
Kampen blev ledet af den marokkanske dommer Said Belqola.

## Kampen

### Detaljer
| 12. juli 1998 20:00 |

| Brasilien | 0 – 3   | Frankrig                          |
| --------- | ------- | --------------------------------- |
|           | Rapport | 27', 45+1' Zidane · 90+3' Petit · |

| Stade de France, Saint-Denis Tilskuere: 80.000 Dommer: Said Belqola (Marokko) |

| Brasilien | Frankrig |